# Archaische Trias
Die Archaische Trias, auch präkapitolinische Trias genannt, war eine Gruppe von drei Göttern in der ursprünglichen römischen Religion. Zu ihr gehörten Jupiter, Mars und Quirinus.
Diese Gruppe von drei Göttern aus der Frühzeit Roms wurde nach der Zeit der Etrusker durch die Kapitolinische Trias (Jupiter, Juno und Minerva) ersetzt.

## Wiederentdeckung
Georg Wissowa hat in seiner Arbeit über römische Religion die Hypothese aufgestellt, dass seit der Gründung Roms ein Zusammenhang zwischen den drei römischen Gottheiten Jupiter, Mars und Quirinus und den drei Flamen, den flamines maiores, bestand, die als Opferpriester für den Kult zuständig waren.
Von Dumézil wurde in verschiedenen Untersuchungen, insbesondere in "Die archaische römische Religion", die These aufgestellt, dass diese triadische Struktur ein Überbleibsel der Indogermanischen Religion sei und den drei Indogermanische Funktionen entspreche.